# 謝樹熿
謝樹熿，湖南省長沙府湘潭縣人，清朝政治人物、進士出身。
光緒六年（1880年），参加庚辰科殿試，登進士二甲第58名。同年五月，著分部學習。